# Campeonato Europeo de Tiro en 10 m de 2008
El XXXVIII Campeonato Europeo de Tiro en 10 m se celebró en Winterthur (Suiza) entre el 25 de febrero y el 1 de marzo de 2008 bajo la organización de la Confederación Europea de Tiro (ESC) y la Federación Suiza de Tiro Deportivo.
Las competiciones se llevaron a cabo en el Pabellón Eulach de la ciudad helvética. 

## Países participantes
Participaron en total 385 tiradores de 41 países miembros de la ESC.
| - Alemania (16) - Armenia (3) - Austria (14) - Bélgica (9) - Bosnia y Herzegovina (4) - Bielorrusia (10) - Bulgaria (10) - Croacia (11) - Dinamarca (6) - Eslovaquia (12) | - Eslovenia (12) - España (12) - Estonia (11) - Finlandia (14) - Francia (13) - Georgia (5) - Grecia (12) - Hungría (15) - Islandia (2) - Israel (11) | - Italia (12) - Letonia (8) - Liechtenstein (3) - Lituania (10) - Luxemburgo (9) - Moldavia (2) - Mónaco (2) - Montenegro (7) - Noruega (10) - Países Bajos (4) | - Polonia (12) - Portugal (8) - Reino Unido (5) - República Checa (15) - Rumania (5) - Rusia (18) - San Marino (3) - Serbia (12) - Suecia (12) - Suiza (12) - Turquía (1) - Ucrania (18) |

## Resultados

### Masculino
| Evento                            | Oro                                        | Plata                              | Bronce                                |
| --------------------------------- | ------------------------------------------ | ---------------------------------- | ------------------------------------- |
| Rifle de aire 10 m (01.03)        | Are Hansen · Noruega · 700,7 pts.          | Sergéi Kruglov Rusia 699,7 pts.    | Jozef Gönci · Eslovaquia · 699,5 pts. |
| Rifle de aire 10 m (equipos)      | Rusia 1792 (RM)                            | Eslovaquia · 1782                  | Serbia 1782                           |
| Pistola de aire 10 m (29.02)      | Leonid Ekimov Rusia 691,3                  | Walter Lapeyre Francia 683,4       | Tanyu Kiriakov Bulgaria 682,9         |
| Pistola de aire 10 m (equipos)    | Rusia 1751                                 | Alemania · 1734                    | Italia · 1734                         |
| Blanco móvil 10 m (28.02)         | Vladislav Prianishnikov · Ucrania · 581/40 | Łukasz Czapla · Polonia · 581/39   | Alexander Zinenko · Ucrania · 580     |
| Blanco móvil 10 m (equipos)       | Ucrania · 1735                             | Rusia 1717                         | República Checa · 1712                |
| Blanco móvil mixto 10 m (26.02)   | Vladislav Prianishnikov · Ucrania · 393    | Niklas Bergström · Suecia · 389/38 | Alexander Blinov Rusia 389/35         |
| Blanco móvil mixto 10 m (equipos) | Ucrania · 1147                             | Rusia 1139                         | República Checa · 1134                |

- (RM) - récord mundial

### Femenino
| Evento                            | Oro                                   | Plata                                          | Bronce                             |
| --------------------------------- | ------------------------------------- | ---------------------------------------------- | ---------------------------------- |
| Rifle de aire 10 m (29.02)        | Liubov Galkina Rusia 502,4 pts.       | Kateřina Emmons · República Checa · 501,1 pts. | Olga Desiatskaya Rusia 500,0 pts.  |
| Rifle de aire 10 m (equipos)      | Alemania · 1191                       | Polonia · 1187                                 | República Checa · 1186             |
| Pistola de aire 10 m (01.03)      | Viktoria Chaika · Bielorrusia · 488,8 | Nino Salukvadze Georgia 485,8                  | Natalia Paderina Rusia 484,8       |
| Pistola de aire 10 m (equipos)    | Rusia 1155                            | Bielorrusia · 1145                             | Ucrania · 1135                     |
| Blanco móvil 10 m (28.02)         | Galina Avramenko · Ucrania · 382      | Irina Izmalkova Rusia 376                      | Yulia Eydenzon Rusia 375           |
| Blanco móvil 10 m (equipos)       | Rusia 1123                            | Ucrania · 1120                                 | Alemania · 1091                    |
| Blanco móvil mixto 10 m (27.02)   | Galina Avramenko · Ucrania · 382      | Olga Stepanova Rusia 374                       | Viktoria Zabolotna · Ucrania · 371 |
| Blanco móvil mixto 10 m (equipos) | Ucrania · 1117                        | Rusia 1090                                     | Alemania · 1090                    |

## Medallero
| Núm. | País            | Oro | Plata | Bronce | Total |
| ---- | --------------- | --- | ----- | ------ | ----- |
| 1    | Ucrania         | 7   | 1     | 3      | 11    |
| 2    | Rusia           | 6   | 6     | 4      | 16    |
| 3    | Alemania        | 1   | 1     | 2      | 4     |
| 4    | Bielorrusia     | 1   | 1     | 0      | 2     |
| 5    | Noruega         | 1   | 0     | 0      | 1     |
| 6    | Polonia         | 0   | 2     | 0      | 2     |
| 7    | República Checa | 0   | 1     | 3      | 4     |
| 8    | Eslovaquia      | 0   | 1     | 1      | 2     |
| 9    | Francia         | 0   | 1     | 0      | 1     |
|      | Georgia         | 0   | 1     | 0      | 1     |
|      | Suecia          | 0   | 1     | 0      | 1     |
| 12   | Bulgaria        | 0   | 0     | 1      | 1     |
|      | Italia          | 0   | 0     | 1      | 1     |
|      | Serbia          | 0   | 0     | 1      | 1     |
|      | TOTAL           | 16  | 16    | 16     | 48    |